# Куталия, Александр Адамурович
Александр Адамурович Куталия (12 декабря 1922 года, село Абастумани, Зугдидский район, ССР Грузия — неизвестно, Зугдиди, Грузинская ССР) — председатель колхоза «Сакартвело» села Рухи Зугдидского района, Грузинская ССР. Герой Социалистического Труда (1971). Депутат Верховного Совета Грузинской ССР.

## Биография
Родился в 1922 году в крестьянской семье в селе Абастумани Зугдидского уезда. Старший брат Буцы Адамуровны Куталия. В декабре 1941 года призван в Красную Армию по мобилизации. Воевал радистом в составе 805-го стрелкового полка 392-й стрелковой дивизии. В ноябре 1945 года демобилизовался в звании капитана и возвратился в Грузию. Окончил Зугдидский сельскохозяйственный техникум. Трудился на различных руководящих должностях в сельском хозяйстве Грузинской ССР.
С 1960 года — председатель колхоза «Сакартвело» в селе Рухи (предшественники: до войны — Герой Советского Союза Григорий Петрович Схулухия, Антимоз Михайлович Рогава (1952—1960)). Вывел колхоз в число передовых чаеводческих хозяйств Зугдидского района. По итогам работы в годы семилетки (1959—1965) награждён Орденом Трудового Красного Знамени. По итогам трудовых показателей за годы восьмой пятилетки (1966—1970) колхоз занял передовые позиции в республиканском социалистическом соревновании. Указом Президиума Верховного Совета СССР от 8 апреля 1971 года удостоен звания Героя Социалистического Труда за «выдающиеся трудовые успехи, достигнутые в развитии сельскохозяйственного производства и выполнении пятилетнего плана продажи государству продуктов земледелия и животноводства» с вручением ордена Ленина и золотой медали «Серп и Молот» (№ 16056).
С 1971 года — директор совхоза имени Ленина Зугдидского района (предшественник — Александр Теймуразович Цхадая).
Избирался депутатом Верховного Совета Грузинской ССР.
После выхода на пенсию проживал в Зугдиди. Дата смерти не установлена (после 1985 года).
Награды
- Герой Социалистического Труда
- Орден Ленина
- Орден Трудового Красного Знамени (02.04.1966)
- Орден «Знак Почёта» (30.03.1982)
- Орден Отечественной войны 2 степени (11.03.1985)
- Медаль «За оборону Кавказа» (01.05.1944)
- Медаль «За победу над Германией в Великой Отечественной войне 1941—1945 гг.»
- Медали ВДНХ СССР.